# Celastrina algernoni
Celastrina algernoni är en fjärilsart som beskrevs av Hans Fruhstorfer 1917. Celastrina algernoni ingår i släktet Celastrina och familjen juvelvingar. Inga underarter finns listade i Catalogue of Life.